# Lithographa marionensis
Lithographa marionensis är en lavart som beskrevs av Hertel & Rambold. Lithographa marionensis ingår i släktet Lithographa och familjen Trapeliaceae.   Inga underarter finns listade i Catalogue of Life.